# Papa Leão X
Leão X, nascido Giovanni di Lorenzo de Medici; (Florença, 11 de dezembro de 1475 – Roma, 1 de dezembro de 1521) foi o Papa da Igreja Católica e Soberano dos Estados Papais de 1513 até a data de sua morte. Ele é conhecido principalmente por ser o papa do início da Reforma Protestante, iniciada por Martinho Lutero por suas 95 teses e por ter sido o último papa a ter visto a Europa Ocidental totalmente católica. Ele era o segundo filho de Clarice Orsini e Lourenço de Médici, o governante mais famoso da República Florentina. Seu primo, Giulio di Giuliano de Medici, viria a suceder-lhe como Papa Clemente VII (1523-1534).

## Vida inicial
Desde sua jovem idade, Giovanni e sua família demonstraram interesse por uma carreira eclesiástica. Seu pai pressionou o Papa Inocêncio VIII, que foi obrigado a nomeá-lo cardeal-diácono de Santa Maria em Domnica em março de 1489, quando tinha apenas quatorze anos, embora ele não tenha sido autorizado a usar as insígnias e demais deliberações do colégio dos cardeais até três anos depois. Giovanni recebeu uma cuidadosa educação na corte de Lorenzo, foi colega de humanistas como Angelo Poliziano, Giovanni Pico della Mirandola, Marsílio Ficino e Bernardo Dovizio Bibbiena. De 1489 a 1491, estudou teologia e direito canônico em Pisa sob instrução de Filippo Decio.
Em 23 de março de 1492, com apenas 16 anos, foi formalmente admitido no Colégio dos Cardeais e assumiu a sua residência em Roma. A morte de Lorenzo no ano seguinte em 8 de abril, fez Giovanni mudar-se para Florença. Ele participou do conclave de 1492 que se seguiu à morte de Inocêncio VIII, e se opôs terminantemente à eleição do cardeal Rodrigo Borgia, que foi eleito como o Papa Alexandre VI. Posteriormente ele morou com seu irmão mais velho, Piero di Lorenzo de Médici em Florença, durante a agitação provocada por Girolamo Savonarola e a invasão do rei Carlos VIII de França, permanecendo lá até à revolta dos florentinos e a expulsão dos Médici, em novembro de 1494. Enquanto Piero encontrou refúgio em Veneza e em Urbino, Giovanni viajou para Alemanha, Holanda e França.

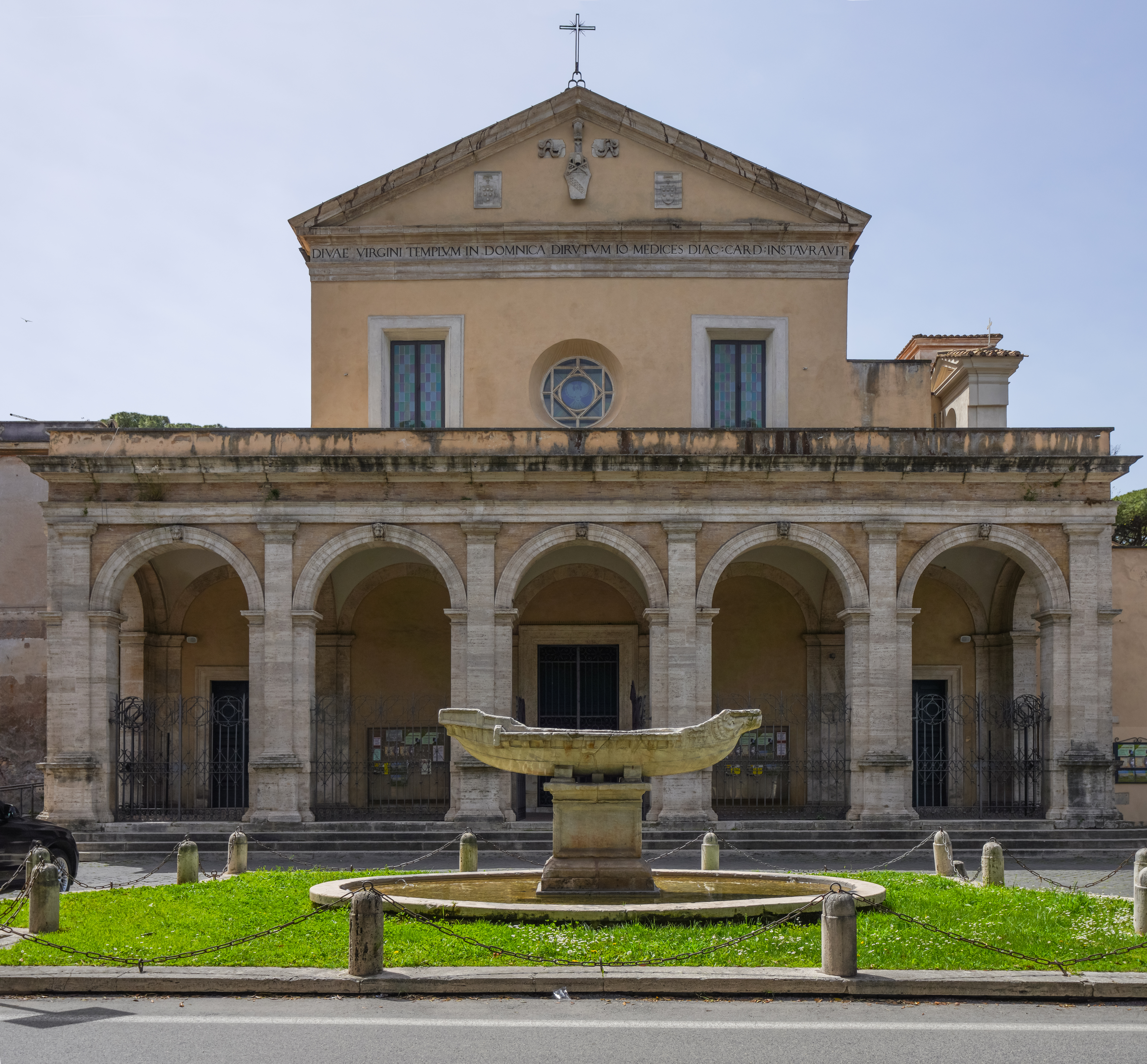
Santa Maria in Domnica

Em maio de 1500, retornou a Roma, onde foi recebido com cordialidade por Alexandre VI, e onde viveu por vários anos estudando arte e literatura. Em 1503, apoiou Júlio II como papa, e no mesmo ano, após a morte de Piero de Médici, Giovanni tornou-se chefe de sua família. Em 1 de outubro de 1511, foi nomeado legado papal de Bolonha e da Romanha, e quando a república florentina declarou-se a favor dos pisanos cismáticos, Júlio II mandou-o contra sua cidade natal como líder do exército papal. Esta e outras tentativas para recuperar o controle político de Florença foram frustradas, até que uma revolução pacífica permitiu o retorno dos Médici. O irmão mais novo de Giovanni, Giuliano foi colocado na liderança da república, mas Giovanni tinha grande influência no governo.

## Vida como papa
Giovanni foi eleito Papa em 9 de março de 1513, o primeiro a ser eleito na Capela Sistina com apenas 37 anos, no que foi proclamado dois dias depois. Em 15 de março, foi ordenado sacerdote e em 17 de março, ele foi consagrado bispo de Roma pelo cardeal Raffaele Riario, bispo de Ostia e Velletri, e decano do Colégio dos Cardeais. Ele foi coroado em 19 de março pelo cardeal Alessandro Farnese, Protodiácono de S. Eustachio.

### Quinto Concílio de Latrão
Durante dois ou três anos de intrigas políticas e guerra incessante, o Quinto Concílio de Latrão pôde realizar muito pouco. O objetivo principal do concílio era a reforma da disciplina e moral da igreja, que só poderia ser obtida adequadamente com consenso dos reinos cristãos, e nem Leão nem o concílio conseguiram obter esse acordo.
Suas conquistas mais importantes foram o registro na sua décima primeira sessão (9 de dezembro de 1516), com a confirmação da concordata entre Leão X e Francisco I de França, que estava destinada a regular as relações entre a Igreja francesa e a Santa Sé. Leão fechou o concílio em 16 de março de 1517. Ele conseguiu encerrar o cisma pisano.

### Guerra de Urbino

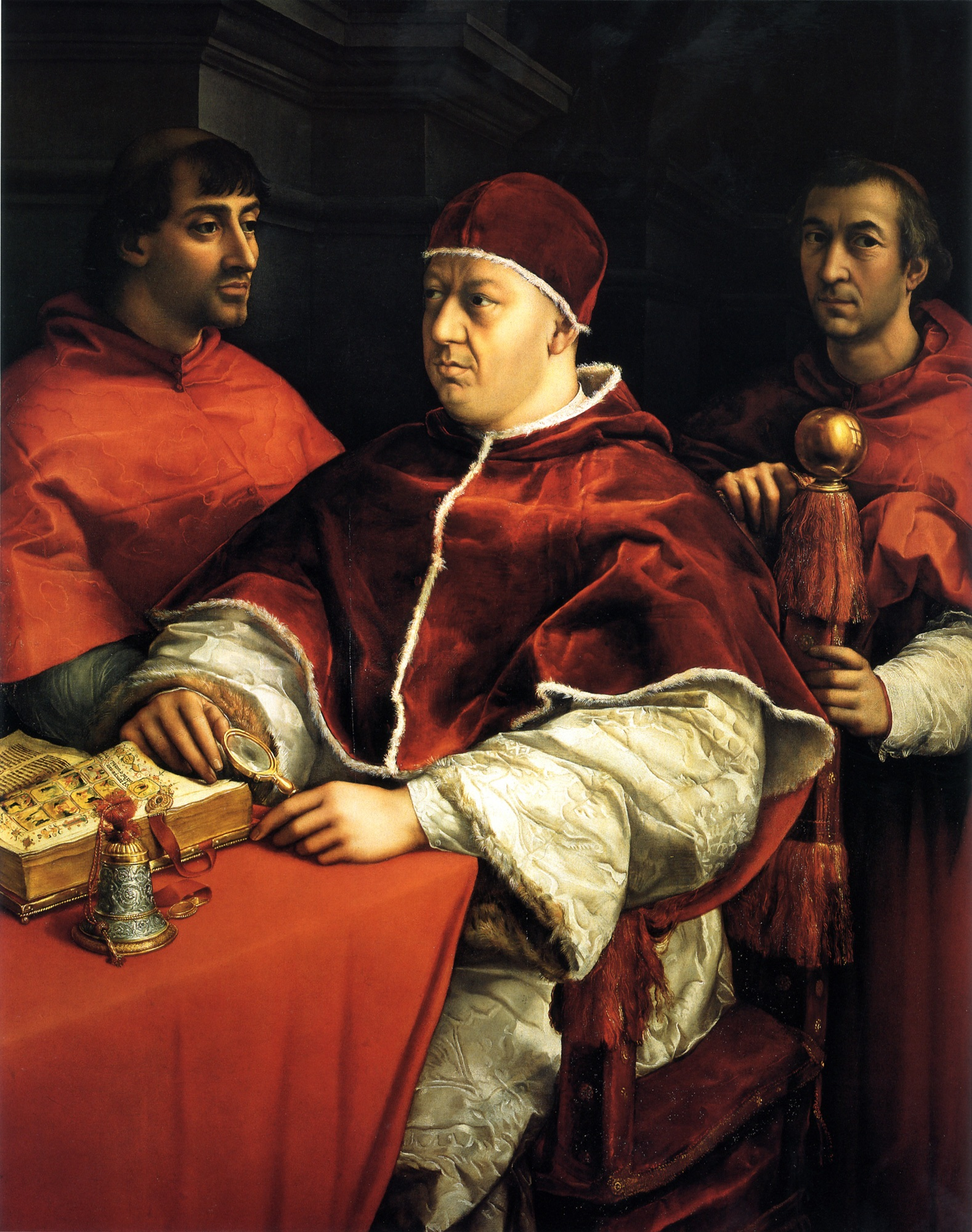
Leão X com os cardeais Giulio de Medici e Luigi de Rossi
Por Rafael, na Galleria degli Uffizi

O ano que marcou o encerramento do Concílio de Latrão também foi marcado pela guerra de Leão contra o Francisco Maria I, Duque de Urbino. Leão tinha intenção de que seu irmão Giuliano e, seu sobrinho Lorenzo, tivessem uma brilhante carreira secular. Ele havia chamado os patrícios romanos, que ele havia colocado no encargo de Florença, para criar um reino no centro da Itália, formado pelos ducados de Parma e Placência, Ferrara e Urbino.
A morte de Giuliano em março de 1516, no entanto, transferiu o favoritismo do papa para Lorenzo. A guerra durou de fevereiro a setembro de 1517 e terminou com a expulsão do duque e a vitória de Lorenzo.

### Planos para uma cruzada
O sultão Selim I conseguiu diversos avanços territoriais e começava a ameaçar invadir a Europa Ocidental. Consequentemente, Leão sentiu a necessidade de paralisar o avanço do Império Otomano e elaborou planos para uma cruzada. Uma trégua deveria ser proclamada em toda a cristandade, ficando o Papa como o árbitro de disputas, o Imperador Romano-Germânico e o Rei de França a liderar o exército e Inglaterra, Espanha e Portugal deveriam fornecer a frota; e as forças combinadas deveriam ser dirigidas contra Constantinopla. A diplomacia papal para manter a paz falhou, e por conseguinte os planos para uma cruzada, e grande parte do dinheiro arrecadado foi gasto noutros fins.
Em 1519, o Reino da Hungria concluiu uma trégua de três anos com Selim I, mas sultão o seguinte, Solimão, o Magnífico, recomeçou a guerra em junho de 1521 e a 28 de agosto capturou a cidadela de Belgrado. O papa demonstrou-se muito assustado, e enviou cerca de 30.000 ducados para ajudar os cristãos húngaros.

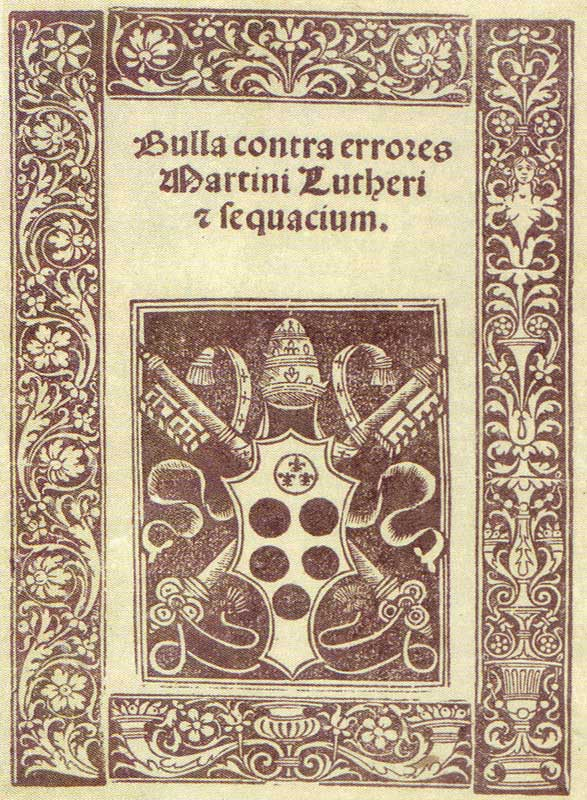
Contra errores Martini Lutheri
Bula Papal de 1520

### O cisma protestante
Em resposta a divergências teológicas e preocupações sobre má conduta de alguns funcionários da igreja, em 1517, Martinho Lutero postou suas 95 teses na porta da igreja em Wittenberg. Leão não compreendeu totalmente a importância do movimento, e em fevereiro de 1518 dirigiu-se ao vigário-geral dos agostinianos para controlar os seus monges.
Em 30 de maio, Lutero enviou uma explicação de suas teses ao papa, em 7 de agosto, ele foi intimado a comparecer em Roma. Um acordo foi efetuado, no entanto, segundo o qual a petição foi cancelada, e Lutero foi para Augsburgo em outubro de 1518 para explicar-se ao legado papal, Cardeal Caetano, mas nem os argumentos do cardeal, nem a bula papal de 9 de novembro fez Lutero retrair-se. Um ano de negociações infrutíferas se seguiram, durante os quais a controvérsia espalhou-se por todos os estados alemães do Sacro Império Romano-Germânico.
A bula papal adicional Exsurge Domine de 15 de junho de 1520 condenou quarenta e uma proposições extraídas dos ensinos de Lutero, e foi levado para a Alemanha por Eck, na sua qualidade de núncio apostólico. Leão formalmente excomungou Lutero pela bula de 3 de janeiro de 1521.
Foi também sob o pontificado de Leão que o movimento protestante foi criado na Escandinávia. O papa tinha em 1516 enviado o núncio papal Arcimboldi para a Dinamarca. O rei Cristiano II, que desejava consolidar seu poder, expulsou Arcimboldi em 1520 e convocou teólogos luteranos para Copenhague. Cristiano aprovou um plano pelo qual uma igreja estatal devia ser estabelecida na Dinamarca, todos os apelos para a Santa Sé deviam ser abolidos, e o rei devia possuir a jurisdição final em causas eclesiásticas. Leão enviou um novo núncio para Copenhague (1521), Francesco Minorite de Potentia, que resolveu parcialmente o problema.

## Papel nas guerras italianas e anos finais

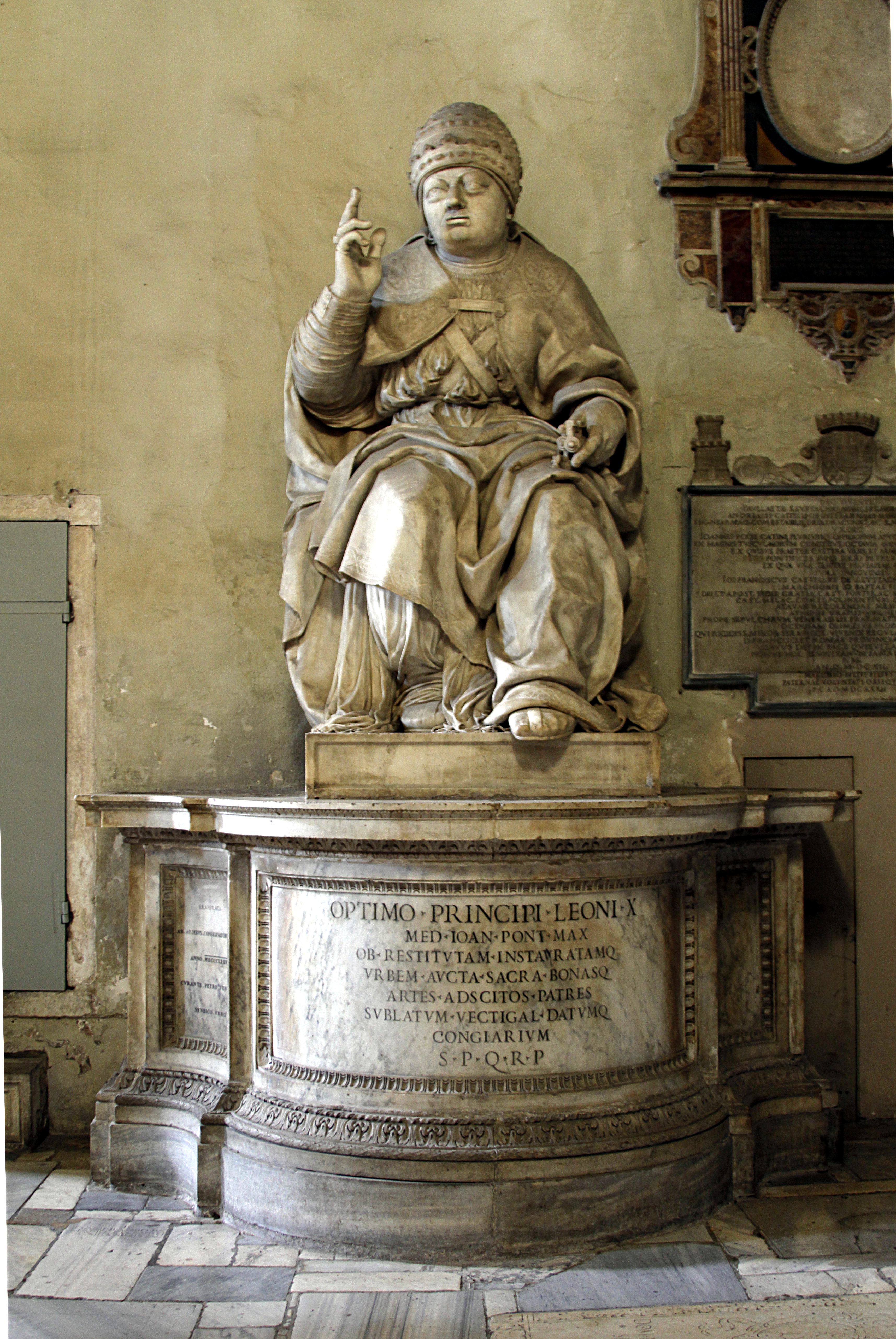
Papa Leão X
Estátua na igreja de Santa Maria in Aracoeli

Leão apoiou o rei Luís XII de França e ratificou uma aliança com Veneza, fazendo um esforço para recuperar o Ducado de Milão, após tentativas infrutíferas para manter a paz, juntou-se à Liga dos Mechlin em 5 de abril de 1513 com o imperador Maximiliano I, Fernando II de Aragão e Henrique VIII de Inglaterra. Os franceses e os venezianos tiveram sucesso primeiramente, mas foram derrotados em junho, na Batalha de Novara. Os venezianos continuaram a luta até outubro. Em 9 de dezembro, foi ratificada a paz com Luís XII.
Uma nova crise ocorreu entre o papa e o novo rei da França, Francisco I, que desejava recuperar Milão e o Reino de Nápoles. Leão então formou uma nova liga com o imperador e com o rei da Espanha, e obteve apoio inglês. Francisco invadiu a península Itálica em agosto e em 14 de setembro ganhou a Batalha de Marignano. Em outubro, Leão retirou as suas tropas de Parma e Placência, concentrando-as na defesa de Roma e Florença.
A morte do imperador Maximiliano em 1519 afetou seriamente a situação. Leão vacilava em apoiar os candidatos para a sua sucessão, inicialmente ele favoreceu Francisco I. Ele finalmente aceitou Carlos I de Espanha como o sucessor inevitável, e a eleição de Carlos (como imperador Carlos V (28 de junho de 1519) ocasionou a deserção de Leão de sua aliança francesa.
Leão demonstrou-se ansioso para unir os ducados de Ferrara, Parma e Placência aos Estados Papais. Uma tentativa final de 1519 para anexar Ferrara falhou, e o papa reconheceu a necessidade de ajuda externa. 
Em maio de 1521, um tratado de aliança foi assinado em Roma entre ele e o imperador. Milão e Génova seriam tomadas da França e reanexadas ao Sacro Império Romano-Germânico, e Parma e Placência seriam anexadas aos Estados Papais após a expulsão dos franceses. A despesa de alistar dez mil suíços foi distribuída equitativamente entre o papa e o imperador. Carlos tomou Florença e colocou-a sob proteção da família Médici. Leão concordou em coroá-lo imperador em Nápoles, para ajudar em uma guerra contra Veneza. Estava previsto que a Inglaterra e os suíços poderiam participar. Henrique VIII anunciou sua adesão, em agosto. Francisco I já tinha começado a guerra contra Carlos em Navarra. E, na Itália, também, os franceses fizeram o primeiro movimento hostil em 23 de junho de 1521. Leão pediu que Francisco cedesse Parma e Placência. Em novembro de 1521, as tropas papais capturariam as províncias, assim como Milão dos franceses.
Durante seu pontificado Leão reformou drasticamente o Colégio dos Cardeais, combatendo a corrupção e fazendo uma mudança radical na instituição. Em 3 de julho de 1517, ele publicou os nomes dos trinta e um novos cardeais, um número quase sem precedentes na história do papado. As indicações eram de homens notáveis como Lorenzo Campeggio, Giambattista Pallavicini, Adriano de Utrecht, Tomás Caetano, Cristoforo Numai e Egídio Canísio.
Tendo ficado doente de broncopneumonia, Leão X morreu repentinamente em 1 de dezembro de 1521, sem nem mesmo a extrema-unção lhe pudesse ser administrada, mas as suspeitas contemporâneas de veneno eram infundadas. Ele foi enterrado na Igreja de Santa Maria sopra Minerva.

### Controvérsias e acusações
Anteriormente foram escritos muitos fatos conflitantes e difamatórios sobre a personalidade e as realizações de Leão X, uma vez que pontificou durante a criação do protestantismo. Estudos mais recentes têm questionado a veracidade histórica de várias dessas alegações. Um relatório do embaixador veneziano Marino Giorgi de março de 1517, indica algumas de suas características predominantes:
O papa é um bem-humorado e extremamente livre, homem de coração, que evita todas as situações difíceis e, acima de tudo quer a paz (…), ele ama de aprendizagem; o direito canônico e literatura, possui um conhecimento notável, ele é, aliás, um músico excelente.
Vários historiadores têm sugerido que Leão seria homossexual. Esses sustentam sua posição citando cartas de Francesco Guicciardini que aludem a ativas relações homossexuais por parte de Leão, alegando que o conde Ludovico Rangone e Galeotto Malatesta seriam seus amantes. Outros setores difamatórios, por sua vez, afirmam que ele morreu na cama, envolvido em um ato sexual com uma jovem. Quando ele se tornou papa, é frequentemente citado que Leão X teria dito ao seu irmão Giuliano: "Desde que Deus nos deu o papado, vamos desfrutá-lo", mesmo que nessa época seu irmão não estivesse em Roma. Alguns setores chegaram a sustentar que o papa seria ateu, embora não haja qualquer prova que indique isto. No entanto, tais frases e eventos atribuídos a Leão X, ilustram a falta de seriedade relacionada ao papa.
Cesare Falconi defendeu que Leão seria apaixonado pelo nobre veneziano Marcantonio Flaminio. Von Pastor argumentou, no entanto, contra a credibilidade desses depoimentos, e rejeitou as acusações de imoralidade, como polêmicas antipapais. Por exemplo, Gucciardini não era residente na corte papal durante o pontificado de Leão e sendo seu inimigo, desejava difamá-lo. Outros contemporâneos de Leão que conviveram com ele, como Mateus Herculano elogiaram sua castidade. Strathern argumenta que Leão não era sexualmente ativo.

## Legado

### Instituições de caridade
Leão X foi também pródigo em caridade: asilos, hospitais, conventos, soldados feridos, peregrinos, estudantes pobres, exilados, aleijados, doentes e outras pessoas foram auxiliadas, sendo que mais de 6.000 ducados foram anualmente distribuídos em esmola.

### Papel na educação
Leão escreveu uma constituição em 5 de novembro de 1513 reformando a universidade romana, que tinha sido negligenciada por Júlio II. Ele restaurou todas as suas faculdades, concedeu salários maiores para os professores, e convocou professores de outras localidades como Pádua ou Bolonha para lecionar na universidade, em 1514 esta faculdade possuía oitenta e oito professores.
Leão chamou João Láscaris a Roma para dar aulas de grego, e comprou uma prensa tipográfica de grego em 1515, imprimindo os primeiros livros nessa língua na Itália. Leão também favoreceu a população judaica dos Estados Papais. Ele fez Rafael cuidar das antiguidades clássicas de Roma e seus arredores. Os latinistas Pietro Bembo e Jacopo Sadoleto foram secretários do papa, assim como o famoso poeta Bernardo Accolti.
Outros poetas, foram Marco Girolamo Vida, Gian Giorgio Trissino e escritores como Matteo Bandello.

### Papel nas artes e na arquitetura
Leão possuía grande interesse em arte e literatura, patrocinando-as em larga escala, o que lhe deu um lugar de destaque entre os papas. Tornou Roma o centro da cultura. Apesar de ainda um cardeal, restaurou a igreja de Santa Maria e, como papa mandou construir San Giovanni dei Fiorentini, na Via Giulia. Também patrocinou os projetos de Jacopo Sansovino e da Basílica de São Pedro, no Vaticano, de Rafael e Agostino Chigi.

### Na cultura moderna
Uma vez que Leão X viveu durante a criação das primeiras linhas de pensamento protestante, e as condenou através da bula Exsurge Domine, esse documento; primeiro a condenar formalmente o protestantismo, se tornou magistralmente o precedente contra essa religião no catolicismo, razão pela qual, o decreto consta no "Denzinger", um compêndio que reúne os principais expoentes doutrinais da Igreja.
No cinema, televisão e na literatura, por outro lado, Leão X aparece principalmente em filmes ou documentários que lidam com a vida do reformador alemão Martinho Lutero. Em 1968, nos filmes sobre Lutero, ele foi interpretado por Robert Morley, e em 1974 por Tom Baker, e em 2003 por Uwe Ochsenknecht. Usualmente o papa é caricaturado como corrupto e bonachão, seguindo aos estereótipos predominantes.

## Brasão
- Descrição: Escudo eclesiástico de jalde com cinco arruelas de goles postas: 2,2 e 1; acompanhadas em chefe de uma arruela maior de blau carregado com três flores de lis de jalde postas: 2 e 1. O escudo está assente em tarja branca. O conjunto pousado sobre duas chaves decussadas, a primeira de jalde e a segunda de jalde, atadas por um cordão de goles, com seus pingentes. Timbre: a tiara papal de argente, com três coroas de jalde. Quando são postos suportes, estes são dois anjos de carnação, sustentando cada um, na mão livre, uma cruz trevolada tripla, de jalde.

Brasão pontifício de Leão X

- Interpretação: O escudo obedece às regras heráldicas para os eclesiásticos. Nele estão representadas as armas familiares do pontífice, os Medici, que estarão também presentes nos brasões dos papas: Clemente VII, Pio IV e Leão XI. O campo de jalde (ouro) simboliza: nobreza, autoridade, premência, generosidade, ardor e descortínio. As arruelas são círculos de esmalte que para alguns autores representam a sorte, por imitarem a face de um dado; para outros representam um plano de corte de um tronco de árvore e ainda a matéria prima que pode ser comercializada e transformada em moeda.  As arruelas de goles (vermelho), também ditas “guses”, representam, por seu esmalte, valor, empreendimento, ousadia e ainda o fogo da caridade inflamada no coração do Soberano Pontífice pelo Divino Espírito Santo, que o inspira diretamente do governo supremo da Igreja, bem como valor e o socorro aos necessitados, que o Vigário de Cristo deve dispensar a todos os homens. A arruela de blau (azul), também dita “heurte”, carregada de três flores-de-lis, são o símbolo da Casa Real da França, á qual se ligou a Casa dos Médici. Os elementos externos do brasão expressam a jurisdição suprema do papa. As duas chaves "decussadas", uma de jalde (ouro) e a outra de argente (prata) são símbolos do poder espiritual e do poder temporal. E são uma referência do poder máximo do papa como sucessor de Pedro conforme o episódio evangélico conhecido como Confessio Petri. Por conseguinte, as chaves são o símbolo típico do poder dado por Cristo a São Pedro e aos seus sucessores. A tiara papal, usada como timbre, recorda, por sua simbologia, os três poderes papais: de Ordem, Jurisdição e Magistério, e sua unidade na mesma pessoa.